# Petromyscus barbouri
Petromyscus barbouri é uma espécie de roedor da família Nesomyidae.
É endêmica do noroeste da África do Sul.